# Tujonă
Tujona este un compus organic natural din clasa monoterpenoidelor biciclice. Se regăsește majoritar sub forma a doi diastereomeri: (−)-α-tujona și (+)-β-tujona.
Pe lângă (−)-α-tujona și (+)-β-tujona regăsite în natură, mai sunt posibile și formele: (+)-α-tujonă și (−)-β-tujonă. În 2016, acești izomeri au fost identificați în surse naturale, mai exact în Salvia officinalis.

(−)-α-tujona
(+)-α-tujona
(+)-β-tujona
(−)-β-tujona

Se regăsește în băutura absint, însă în cantități prea mici pentru a fi compusul cauzator al efectelor stimulante și psihoactive. Tujona este un antagonist competitiv al receptorilor GABA, fiind astfel un agent convulsivant.